# Фельдер, Каэтан фон
Каэтан фон Фельдер (нем. Cajetan von Felder, 19 сентября 1814 — 30 ноября 1894) — австрийский юрист и политический деятель, энтомолог; с 1878 года — барон.

## Биография
Был адвокатом и доцентом международного права и статистики в Венском университете. С августа до октября 1848 года состоял членом венской думы.
После взятия Вены войсками Виндишгреца Фельдер совершил большие поездки по Европе и Азии, где собрал значительные естественно-исторические коллекции (особенно большое значение имеет его коллекция индийских бабочек) и написал несколько работ по естествознанию.
В 1861 году избран в нижнеавстрийский ландтаг и в венскую думу, вслед за тем — вице-бургомистром, а в 1868 году — бургомистром Вены. При нём урегулировано течение Дуная, значительно расширена сеть конок, улучшено школьное дело и прочее. В 1878 году сложил с себя должность бургомистра и до 1884 года состоял нижнеавстрийским ландмаршалом (президентом ландтага по назначению). С 1869 года был членом палаты господ австрийского рейхсрата.
Сын Каэтана, Рудольф, также стал известным энтомологом.

## Труды
- Die Gemeindeverwaltung der Reichshaupt und Residenzstadt Wien 1867—77 (в 3 томах). — Вена, 1872—1877.